# Госпиталь Евангелического колледжа Маккензи в Паране
Госпиталь Евангелического колледжа Маккензи - университетская больница Евангелического колледжа Маккензи в Паране, расположенная в Куритибе, штат Парана, Бразилия. Это крупнейший частный медицинский центр в этом бразильском штате с 475 койками и 4 отделениями, а также разработчик и владелец первого многопрофильного банка тканей Бразилии. Ежегодно больница принимает около 1,1 миллиона амбулаторных посещений, 90% из которых покрываются государственной системой здравоохранения Бразилии, SUS (Sistema Único de Saúde).

## История
Больница была основана Паризио Сидаде, пресвитерианским министром, целью которого было предложить населению бразильских штатов Парана и Санта-Катарина специализированную медицинскую помощь. В партнерстве со служителями из нескольких других христианских конфессий Паризио Сидаде в 1945 году основал Sociedade Evangélica Beneficente (Благотворительное евангелическое общество). Собранные пожертвования, включая имение, где в настоящее время находится больница, сделали строительство возможным. Строительные работы начались в 1947 году.
Спустя 12 лет, в 1959 году, была открыта Евангелическая больница Куритибы на 120 коек. Евангелический колледж Маккензи в Паране был основан на девятом году существования медицинского центра (1968). В 1971 году в связи с расширением больницы увеличилось количество коек для пациентов. Над первоначальным зданием было построено пятиугольное пятиэтажное здание. Четыре года спустя, в 1975 году, были созданы программы резидентуры. В первые годы большинство предлагаемых должностей занимали студенты из Евангелического колледжа Маккензи в Паране. В 2013 году тогдашний руководитель отделения интенсивной терапии больницы Вирджиния Элена Соарес де Соуза, а также 7 других членов команды отделения были арестованы по подозрению в принуждении к смерти более 300 пациентов с целью освобождения коек отделения интенсивной терапии. Это дело вызвало большой национальный и международный резонанс.
В 2018 году и Евангелическая университетская больница, и Евангелический колледж Параны были приобретены Пресвитерианским институтом Маккензи, который переименовал оба учреждения в Hospital Universitário Evangélico Mackenzie (Больница Евангелического университета Маккензи) и Faculdade Evangélica Mackenzie do Paraná (Евангелический колледж Маккензи в Паране) соответственно.
В год 60-летия были открыты новые помещения для отделения неотложной помощи, педиатрического отделения и хирургического центра медицинского центра. Женское отделение и онкологический центр были открыты в следующем году (2020). Последний предназначен для проведения сеансов химиотерапии, а первый — для проведения процедур, связанных с акушерством и гинекологией. В 2021 году для резидентов больницы была построена новая зона. На мероприятии присутствовал министр образования Бразилии Милтон Рибейру. В том же году учреждением был основан первый в стране многопрофильный банк тканей.

## Удобства
Главное здание больницы Евангелического университета Маккензи расположено по адресу Rua Augusto Stellfeld, 1908, Куритиба, штат Парана, Бразилия. Два отделения амбулаторной помощи отделены от главного здания. Отделение амбулаторной помощи I Iguaçu находится по адресу Avenida Iguaçu, 820, а отделение амбулаторной помощи II FEMPAR находится внутри помещений колледжа. Четвертое здание — женское отделение Маккензи и онкологический центр, расположенные по адресу Rua Bruno Filgueira, 1569.